# ビルクリーニング科
ビルクリーニング科（ビルクリーニングか）は、職業能力開発校や職業能力開発促進センターの普通職業訓練短期課程にある、ビルクリーニングに関する訓練科。ビル清掃管理科とも。

## 設置する職業能力開発校
- 東京都立城南職業能力開発センター - ビルクリーニング管理科
- 大阪府立芦原高等職業技術専門校 - ビル・ハウスクリーニング科
- 大成職業訓練校 - ビルクリーニング科
- 建築物管理訓練センター - ビルクリーニング科通信訓練単一等級技能士コース[1]

## 修了して得られる資格
- ビルクリーニング技能士受検資格（※2年の実務経験が必要）

## 関連する職業訓練指導員免許
- 職業訓練指導員 (建築物衛生管理科)